# Alfredo Antoniozzi
Alfredo Antoniozzi (n. 18 martie 1956 la Cosenza, Italia) este un om politic italian, membru al Parlamentului European în perioada 2004-2009 din partea Italiei.
1. 1 2  Deputații în Parlamentul European